# いのうえさきこ
いのうえ さきこは、日本の漫画家、イラストレーター。滋賀県出身。女性。9月11日生まれ。

## 経歴
地元の高校を出て、京都造形芸術大学を卒業。大阪で仕事を転々としながらフリーのイラストレーターとして活動していたが編集プロダクションを30歳の時にリストラされ、それを契機に2001年に上京しプロのイラストレーターとして独立。自身の結婚願望や私生活を基にした漫画なども描いている。

## 主な作品

### 漫画
- 理由は聞くな。大人なら。（ソフトバンククリエイティブ、2000年3月）
- 大まかに生まれた女。（ソフトバンクパブリッシング、2001年5月）
- もっと大まかに生まれた女。（ソフトバンクパブリッシング、2002年10月30日）
- なぜか、マンガになる日本語（サンマーク出版、2005年9月21日）
- オッケー―シロ犬イチローをめぐる冒険〈1〉（ぴあ、2005年10月）
- スキ!がお仕事!ナリワイタイムス（メディアファクトリー、2006年1月13日）
- 嫁っとかないと。（集英社、2006年4月26日）
- 倒れるときは前のめり。（秋田書店、2006年8月16日）
- かなりあやしい!?（芳文社、2007年11月7日）
- 食わせろ! 県民メシ 47都道府県のお国自慢グルメ（永浜敬子共著、講談社、2009年10月16日）
- 牛男くん!カムバック(潮出版社、2011年2月1日）
- 文学男子　BUNDAN（集英社、2013年2月25日）
- 私のご飯がまずいのはお前が隣にいるからだ（メディアファクトリー『コミックフラッパー』掲載、第1巻2013年9月21日、第2巻2014年5月23日）
- 東京世界メシ紀行（講談社『クーリエ・ジャポン』掲載、芸術新聞社、2018年5月23日）
- 圧縮! 西郷どん（集英社、2018年6月21日）

### イラスト
- 問題な日本語シリーズ
  - 問題な日本語（北原保雄編著、大修館書店、2004年12月10日）
  - 続弾!問題な日本語（北原保雄編著、大修館書店、2005年11月3日）
  - 問題な日本語3（北原保雄編著、大修館書店、2007年12月5日）
  - 問題な日本語番外・かなり役立つ日本語ドリル（北原保雄著・監修、大修館書店、2006年12月20日）
  - 問題な日本語番外・かなり役立つ日本語ドリル2（北原保雄著・監修、大修館書店、2007年12月5日）
  - 問題な日本語番外・かなり役立つ日本語クロスワード（北原保雄著・監修、大修館書店、2007年12月5日）
- いなかもんの踏絵（永浜敬子著、ぺんぎん書房、2004年3月）
- どんまい!わたし（安原宏美編、扶桑社、2005年4月）
- おひとりさま道（葉石かおり著、ライブドアパブリッシング、2005年9月29日）
- 話のつまらない男に殺意を覚える（ドレミファガール編、小学館、2006年12月）
- みんなで国語辞典!（「もっと明鏡」委員会著、北原保雄監修、大修館書店、2006年12月15日）
- 引分組（さこふみお著、岳陽舍、2007年7月）
- ふまじめ介護　ゆうゆう流（田辺鶴瑛著、主婦と生活社、2011年4月）
- 最新版 自律神経失調症の治し方がわかる本（村上正人・則岡孝子著、主婦と生活社、2011年） - カバーイラスト
- 瀬戸際のハケンと窓際の正社員（ゆきた志旗著、集英社オレンジ文庫、2021年4月20日）